# Serra del Prete
La serra del Prete est une montagne du massif du Pollino, dans la chaîne des Apennins, culminant à 2 180 m d'altitude entre la Basilicate et la Calabre.

## Géographie
La serra del Prete, avec 2 181 m d'altitude, est le troisième sommet le plus élevé du massif du Pollino derrière la serra Dolcedorme (2 267 m) et le mont Pollino (2 248 m). La montagne est située aux confins entre la Basilicate et la Calabre entre les communes de Morano Calabro, sur le versant méridional calabrais et Viggianello, sur le septentrional. Au sud-est, la serra del Prete est reliée au mont Pollino par le col Gaudolino.

### Géologie
La montagne est constituée de calcaire.
Le profil du sommet est le résultat de l'action de glaciers disparus.

## Histoire
La première avalanche depuis celle de 1990 s'est produite en février 2010 sur le versant nord-est. Sa taille est d'environ 300 m de long 50 m de large. La longueur totale parcourue par l'avalanche est d'environ 1 000 m. L'avalanche n'a causé aucune victime.